# J. P. Tokoto
Pour les articles homonymes, voir Tokoto.
Jean-Pierre « J. P. » Tokoto, né le 15 septembre 1993 à Rockford, Illinois, est un joueur américain de basket-ball. Il évolue au poste d'arrière.

## Carrière universitaire
Tokoto joue pour les Tar Heels de la Caroline du Nord et permet aux Tar Hells de signer Marcus Paige. Durant sa saison de junior (la troisième du cursus universitaire), il tourne à 8,3 points et 4,3 passes décisives par match et il est reconnu pour ses qualités athlétiques et défensives.
Le 8 avril 2015, il s'inscrit à la draft 2015 de la NBA.

## Carrière professionnelle
Le 25 juin 2015, il est sélectionné à la 58e position de la draft 2015 de la NBA par les 76ers de Philadelphie.
En novembre 2020, Tokoto s'engage avec l'Hapoël Tel-Aviv.

## Clubs successifs
- 2012-2015 :  Tar Heels de Caroline du Nord (NCAA).

## Statistiques

### Universitaires
Les statistiques en matchs universitaires de J. P. Tokoto sont les suivants :
| Année     | Équipe           | Matches | Titul. | Min./m. | %tir | %3pts | %l-f | rbds/m. | pass/m. | int/m. | ctr/m. | pts/m. |
| --------- | ---------------- | ------- | ------ | ------- | ---- | ----- | ---- | ------- | ------- | ------ | ------ | ------ |
| 2012-2013 | Caroline du Nord | 35      | 0      | 8,7     | 48,8 | 9,1   | 38,5 | 1,69    | 0,74    | 0,49   | 0,24   | 2,80   |
| 2013-2014 | Caroline du Nord | 34      | 33     | 28,6    | 48,9 | 22,2  | 50,0 | 5,79    | 3,06    | 1,62   | 0,53   | 9,26   |
| 2014-2015 | Caroline du Nord | 38      | 34     | 28,9    | 42,8 | 37,5  | 61,5 | 5,61    | 4,29    | 1,47   | 0,34   | 8,32   |
| Total     |                  | 107     | 67     | 22,2    | 46,2 | 26,6  | 54,4 | 4,38    | 2,74    | 1,20   | 0,34   | 6,75   |

## Palmarès
- ACC All-Defensive Team (2014)

## Vie privée
Son grand-père, Jean-Pierre Tokoto est footballeur professionnel camerounais. Sa mère, Laurence Tokoto Trimble, rencontre son mari, Trevor Trimble, à Menomonee Falls, un village dans l'État du Wisconsin.